# Gununga dulitana
Gununga dulitana är en insektsart som beskrevs av Young 1986. Gununga dulitana ingår i släktet Gununga och familjen dvärgstritar. Inga underarter finns listade i Catalogue of Life.